# Jean-Louis Lahaye
Pour les articles homonymes, voir Lahaye.
 (mai 2018).
Si vous disposez d'ouvrages ou d'articles de référence ou si vous connaissez des sites web de qualité traitant du thème abordé ici, merci de compléter l'article en donnant les références utiles à sa vérifiabilité et en les liant à la section « Notes et références ».
Jean-Louis Lahaye, né le 11 janvier 1970 à Theux, est un producteur et présentateur belge de la RTBF.

## Biographie
D’origine liégeoise, Jean-Louis Lahaye est né à Theux en janvier 1970. 
Homme de télévision, il se révèle en présentant les Allumés.be du 2/12/2000 à 2003 avec Philippe Geluck comme premier invité. Il y impose un humour mêlé d’impertinence qui lui sert de tremplin vers l’animation de bien d’autres rendez-vous de prime-time de la RTBF. On le retrouve ainsi aux commandes de Ma télé bien-aimée, de Y’a pas pire… et de La Chaîne. 
Coprésentateur, avec Jean-Pierre Hautier, du Concours Eurovision de la chanson, en coprésentation avec Maureen Louys depuis mai 2013, Jean-Louis Lahaye est également l’homme des émissions événements sur La Une. On le retrouve ainsi seul ou en équipe aux commandes du Bêtisier, de Méfiez-vous des idées reçues, du Téléspectateur de l’année, de Hitalia, ou de Sur les Traces de (Napoléon, Patton, Victor Hugo, Godefroid de Bouillon et Eddy Merckx) et de la soirée de clôture de Cap 48. 
Présent également en radio, sur VivaCité, Jean-Louis Lahaye est aussi un homme de théâtre, puisqu’on l'a vu aux côtés Pierre Aucaigne et Marc Herman dans L’alarme fatale' et On s’organise. 

### Vie privée
Marié, il est père de deux enfants. Il est également passionné d’aviation.